# Alex Pullin
Alex Pullin (sinh ngày 20 tháng 9 năm 1987 – mất ngày 8 tháng 7 năm 2020) là vận động viên snowboard người Úc. Anh từng đại diện Úc tham dự Thế vận hội Mùa đông 2010, 2014 và 2018. Pullin cũng từng 2 lần giành chức vô địch thế giới nội dung snowboard cross.
Tại Thế vận hội Mùa đông 2010, Pullin chỉ xếp thứ 17 và bị loại ngay vòng đầu tiên. 4 năm sau anh là người cầm cờ cho đoàn thể thao Úc tại Sochi. Cho dù là ứng cử viên nặng ký cho chiếc huy chương vàng, anh dừng bước ở vòng tứ kết. Tại Pyeongchang năm 2018, anh không thành công ở vòng chung kết và chỉ có được vị trí thứ 6 cho dù được xếp hạng hạt giống số 1 của nội dung snowboard cross.
Pullin tham gia thi đấu tại X Games mùa đông từ năm 2008. Anh giành huy chương bạc tại Aspen, Colorado vào năm 2016. Trước đó, anh vô địch Giải vô địch snowboard thế giới vào năm 2011 và 2013, trở thành người Úc duy nhất bảo vệ thành công danh hiệu này. Ngoài ra anh còn chiến thắng Cúp vô địch snowboard thế giới các mùa giải 2010–2011 và 2012–2013. Đầu năm 2020, Pullin tuyên bố giải nghệ.
Ngày 8 tháng 7 năm 2020, Pullin được tìm thấy trôi dạt ở khu vực rặng san hô Palm Beach, Queensland. Những người đi biển đã nhìn thấy xác anh ở dưới đáy tầng nước. Lực lượng cứu hộ đã tới ngay lập tức nhưng không thể cứu sống anh sau gần 50 phút cấp cứu. Pullin được tuyên bố qua đời ở tuổi 32 vì bất tỉnh nước nông.